# Qu'Allah bénisse la France
Pour plus de détails, voir Fiche technique et Distribution.
Qu’Allah bénisse la France est une comédie dramatique française réalisée par Abd al Malik sortie en 2014.
Il s'agit de l'adaptation de l'autobiographie éponyme d'Abd al Malik.

## Synopsis
Film adapté du roman autobiographique homonyme d'Abd al Malik, Qu'Allah bénisse la France raconte le parcours de Régis, noir, enfant d'immigrés, surdoué, élevé par sa mère catholique avec ses deux frères, dans la cité du Neuhof à Strasbourg. Entre délinquance, rap et islam, il va découvrir l'amour et trouver sa voie grâce à la volonté de réussir et d'avoir un avenir meilleur.

## Fiche technique
- Titre : Qu'Allah bénisse la France
- Réalisation : Abd al Malik
- Scénario : Abd al Malik

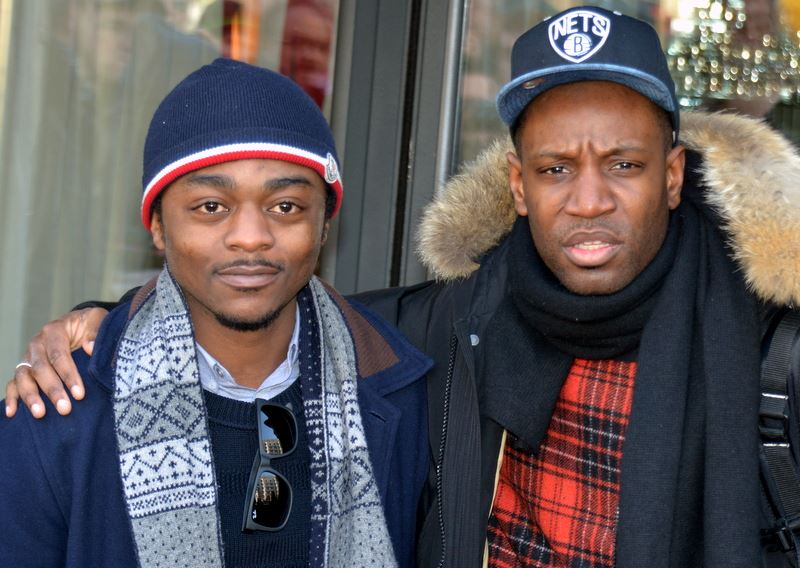
L'acteur principal Marc Zinga et le réalisateur Abd al Malik.

- Producteurs : Fabien Coste, François Kraus et Denis Pineau-Valencienne
- Société de production : Les Films du kiosque
- Société de distribution : Ad Vitam
- Pays d'origine :  France
- Lieu de tournage Strasbourg, Alsace, Fès
- Langue originale : français
- Genre : comédie dramatique
- Durée : 95 minutes
- Dates de sortie : 
  -  France : 25 août 2014  (festival du film francophone d'Angoulême 2014) [1] ;  10 décembre 2014 [2] (sortie nationale)
  -  Canada : 5 septembre 2014 (festival international du film de Toronto 2014) [3],[4]

## Distribution
- Marc Zinga : Régis
- Sabrina Ouazani : Nawel
- Larouci Didi : Samir
- Mickaël Nagenraft : Mike
- Matteo Falkone : Pascal
- Stéphane Fayette-Mikano : Bilal
- Sims Francis Matula : Sims le cousin parisien
- Karim Belkhadra : le cousin échirollois

## Distinctions

### Récompenses
- Festival international du film de Toronto 2014 : Prix FIPRESCI (sélection « Discovery »)

### Sélections et nominations
- AFI Fest 2014 : sélection « Breakthrough »
- Festival du film francophone d'Angoulême 2014
- Nomination au Prix Les Lumières 2015 - Meilleur espoir masculin (Marc Zinga)
- Nomination au Prix Les Lumières 2015 - Meilleur premier film
- César du cinéma 2015 : 
  - Meilleur premier film
  - Meilleur espoir masculin pour Marc Zinga
- Festival du Cinema et Musique de Film de La Baule 2014[5] : Ibis d'or du Meilleur Film pour Adb al Malik